# Ерік (футболіст, 2001)
Ерік Йоргенс де Менезез (порт.-браз. Erik Jorgens de Menezes, нар. 18 лютого 2001) — бразильський футболіст, захисник клубу «Аль-Айн».

## Клубна кар'єра
Вихованець клубу «Інтернасьйонал». 14 липня 2019 року в матчі проти «Атлетіку Паранаенсі» (0:1) він дебютував у бразильській Серії A. Загалом за рідний клуб зіграв лише у двох іграх.
Влітку 2020 року Ерік перейшов до еміратського «Аль-Айну». 17 жовтня у матчі проти «Хаур-Факкана» (2:0) він дебютував у Про-Лізі. 26 травня 2022 року в поєдинку проти «Шарджі» (1:1) Ерік забив свій перший гол за «Аль-Айн». У тому ж році він допоміг команді виграти чемпіонат та здобути Кубок ОАЕ.

## Досягнення
- Чемпіон ОАЕ: 2021/22
- Володар Кубка ОАЕ: 2021/22